# Carrera jeans
Carrera jeans (Каррера джинс) — итальянская компания, производитель джинсовой одежды в стиле Casual для всей семьи. Это одна из старейших марок джинсовой одежды в Италии.

## История
Carrera jeans основана в 1965 год в итальянской провинции Верона Imerio Tacchella и его двумя братьями Tito и Domenico. Бренд «Carrera» тут же занял свою нишу в отрасли по производству качественных джинсов. Компания считалась «малой и интернациональной», поэтому руководство решило перенести свои производственные единицы в страны, признанные главными по выращиванию и обработке хлопка. Благодаря этому производство теперь находилось на максимально близком расстоянии от сырьевых баз. Однако логистика, контроль и финальное тестирование каждого продукта всё так же делаются в Италии, чтобы компания могла гарантировать самые высокие признанные стандарты продукта «Carrera». Сегодня компания Carrera Jeans является вертикально-интегрированной группой, которая контролирует всю текстильную систему производства, от выращивания хлопкового цветка до поставки продукции на полки магазинов.
В 2012 году Carrera выпустила новую линейку джинсовой одежды Carrera PLAY, которая практически моментально завоевала широкую популярность как в Италии, так и в других странах мира.

## Производство
Для поддержания конкурентных цен на свою продукцию, Carrera перенесла свои производственные мощности в страны производства главного сырья - хлопка. Основной завод находятся в Таджикистане, которым Carrera владеет на 93%, а остальные 7% принадлежат Всемирному банку.
Дизайнерский Центр, отдел контроля качества, отдел управление логистикой и дирекция находятся в главном офисе в городе Caldiero (Verona)
С 2009 года Carrera направляет свои силы на использование чистой "Зеленой" электроэнергии. Для этого на крыше здания основного офиса установлены солнечные батареи для выработки чистой электрики в объеме 21 000 kWh. Эти панели позволяют перекрыть на 100% потребности управленческой структуры и одного магазина, расположенного рядом с главным офисом. Эти солнечные панели позволяют предотвратить выброс 10,5 t CO2 в год.

## Разное
Carrera S.p.A. занимает лидирующие позиции на итальянском рынке  по продаже мужских джинсов, о чем свидетельствует официальная статистика от SITA . (* Sita Ricerca — итальянская независимая фирма, лидер в оказании услуг Fashion Consumer Panel (анализ рынка одежды)). В 2012 году Carrerea Jeans завоевала 6 % рынка мужских джинсов Италии.
Основной рынок сбыта для этой компании является Италия — 80 %, и только 20 % оборота компании припадает на экспорт.
70 % производства — мужские джинсы, 20 % женские и только 10 % детская джинсовая одежда.
Бренд Carrera имеет более 1000 клиентов во всей Европе, 30 собственных магазинов в Италии, десяток за её пределами и около 180 розничных точек в разных коммерческих центрах.

## Происхождение названия Carrera
Название происходит от исп. Carrera, которое означает соревнование, стремление к успеху, что выразилось так же и в инвестициях в спорт, бренд является регулярным спонсором соревнований по футболу, велосипедному спорту, в автогонках.